# Hoplitis pallicornis
Hoplitis pallicornis är en biart som först beskrevs av Heinrich Friese 1895.  Hoplitis pallicornis ingår i släktet gnagbin, och familjen buksamlarbin. Inga underarter finns listade i Catalogue of Life.